# La Fille du batelier
La Fille du batelier és una pel·lícula pornogràfica de Patrice Cabanel estrenada en DVD el 2001.

## Sinopsi
L'Estelle acaba de fer vint anys i s'avorreix de morir vivint a bord de la barca del seu pare, un home maleducat i groller. Després d'una última discussió, acaba fugint amb l'esperança de canviar la seva vida. Però lluny de conèixer l'aventura, s'enfronta ràpidament a la crua realitat.

## Repartiment
- Estelle Desanges: Estelle, la filla del barquer batelier
- Patrice Cabanel: Robert Lenoir, barquer i pare d’Estelle
- Ian Scott: Yannick Lenoir, germà d’Estelle
- Daniella Rush: Daniella
- Ovidie: la prostituta
- Pascal Saint James: Alfredo
- Edd Exel : primer bergant
- Tony Carrera: segon bergant
- Venus : primera holandesa
- Sabina: segona holandesa
- Philippe Dean: el productor
- Bruno SX: el fotògraf
- Eva : la maquilladora
- Alain Payet: el comissari
- Ksandra:
- Kate More:
- Frédéric Beigbeder: home al bar

## Producció
La Fille du batelier va ser el primer llargmetratge produït per VCV Communication, l'editor de "Hot Vidéo".
L'escriptor Frédéric Beigbeder, que aleshores havia contractat l'actriu principal Estelle Desanges com a columnista del seu programa literari Des livres et moi, apareix breument en aquest pel·lícula, bevent en un bar en una escena al principi: no participa en escenes sexuals.
L'èxit comercial en el moment de la seva estrena, la pel·lícula confirma l'estatus d'Estelle Desanges com a estrella porno francesa a principis dels anys 200.